# Мюррей, Джамал
Джама́л Мю́ррей (англ. Jamal Murray, род. 23 февраля 1997 года, Китченер, Онтарио, Канада) — канадский профессиональный баскетболист, выступающий за команду Национальной баскетбольной ассоциации «Денвер Наггетс». Играет на позициях атакующего или разыгрывающего защитника. Был выбран на драфте НБА 2016 года в первом раунде под общим 7-м номером. На студенческом уровне в течение одного сезона выступал за клуб «Кентукки Уайлдкэтс».

## Ранние годы
Мюррей родился и вырос в Китченере, Онтарио. Родители, Сильвия и Роджер Мюррей, уроженцы Ямайки, позже переехавшие в Канаду. У Джамала есть младший брат Ламар. Когда Джамалу было три года, он часами мог играть в баскетбол, а в возрасте шести лет уже играл наравне с 10-летними. К 12−13 годам Мюррей начал играть против лучших игроков старших школ и колледжей. Его отец проводил много времени, обучая сына баскетбольным навыкам и упражнениям кунг-фу, включая медитацию.

## Старшая школа
Вначале Мюррей посещал институт «Гранд Ривер» в родном городе, позже — спортивный институт в Оранджвилле, где его отец работал помощником тренера. Вместе со своим товарищем Тоном Мейкером они организовали своеобразный дуэт, который неоднократно помогал их школьной команде побеждать многие другие клубы.
В 2015 году в матче Nike Hoop Summit Мюррей набрал 30 очков, что являлось лучшим результатом той игры, в связи с чем был назван самым ценным игроком матча.

## Колледж
24 июня 2015 года Мюррей перешёл в «Кентукки Уайлдкэтс». Будучи первокурсником в 2015−2016 гг., Джамал был включён в список 25-ти лучших игроков межсезонья на получение приза имени Джона Вудена, а также в список 35-ти игроков, номинированных на приз Нейсмита. Мюррей принял участие в 36-ти играх, в среднем набирая по 20 очков с процентом попадания из-за трёхочковой дуги в 40,8 и совершая 5,2 подборов и 2,2 передач.

## Профессиональная карьера

### Денвер Наггетс (2016—настоящее время)

#### 2016—2019: Первые годы и первый плей-офф
23 июня 2016 года Мюррей был выбран на драфте НБА в первом раунде под общим 7-м номером клубом «Денвер Наггетс». 9 августа он официально подписал контракт с командой. 13 ноября Мюррей заработал 19 очков в игре против «Портленд Трэйл Блэйзерс». Он увеличил этот показатель уже 22 ноября, набрав 24 очка в матче с «Чикаго Буллз». 1 декабря Джамал был объявлен новичком месяца Западной конференции. 17 февраля 2017 года Мюррей назван самым ценным игроком матча новичков НБА после того, как он сумел набрать 36 очков (из них 27 — из-за трёхочковой дуги) и совершить 11 передач. Этим он помог своей команде победить сборную США со счётом 150:139. 7 апреля Мюррей показал свой лучший результат, заработав в матче против «Нью-Орлеан Пеликанс» 30 очков. К концу сезона был включён во 2-ю сборную новичков НБА.
11 ноября 2017 года Мюррей набрал максимальные в карьере 32 очка в матче с «Орландо Мэджик». Шесть дней спустя он набрал 31 очко в матче с «Нью-Орлеан Пеликанс». 22 января 2018 года он набрал максимальные в карьере 38 очков, включая трехочковый бросок на последней минуте матча, когда «Наггетс» обыграли «Портленд Трэйл Блэйзерс». 1 февраля 2018 года он набрал 33 очка в победе над «Оклахома-Сити Тандер» со счетом 127-124. Его процент реализации штрафных бросков 90,5 % стал пятым в лиге и 10-м в истории команды.
5 ноября 2018 года Мюррей набрал максимальные в карьере 48 очков в победе над «Бостон Селтикс» со счетом 115-107. 18 декабря он набрал 22 очка и сделал максимальные в карьере 15 передач в победе над «Даллас Маверикс» со счетом 126-118. 29 декабря он набрал 46 очков и забросил девять трехочковых в победе над «Финикс Санз» со счетом 122-118. 3 января он набрал 17 из 36 очков в четвертой четверти в победе «Наггетс» над «Сакраменто Кингз» со счетом 117-113. 17 января он набрал 22 из своих 25 очков в третьей четверти матча с «Буллз» (135-105). 6 февраля, пропустив шесть игр из-за растяжения левой лодыжки, Мюррей набрал 19 очков и сделал 11 передач в матче с «Бруклин Нетс» (135-130). В третьей игре серии второго раунда плей-офф против «Трэйл Блэйзерс» Мюррей набрал 34 очка, что стало для него лучшим результатом в плей-офф в карьере. В четвертой игре он снова набрал 34 очка.

#### 2019—2020: Финалы Западной конференции и камбэки в «Пузыре»
В первый день периода свободных агентов Мюррей подписал с «Наггетс» контракт на 5 лет и 170 миллионов долларов.
17 ноября 2019 года Мюррей записал на свой счет 39 очков и 8 передач, включая семь трехочковых, в победе над «Мемфис Гриззлис» со счетом 131:114. Три дня спустя, во время победы над «Хьюстон Рокетс» со счетом 105:95, Мюррей записал на свой счет 6 перехватов, а также набрал 10 очков и сделал 9 передач. 23 декабря Мюррей набрал 28 очков и за 2,5 секунды до конца овертайма сделал победный бросок с разворота в матче с «Финикс Санз». 4 января 2020 года он набрал рекордные для себя 39 очков в сезоне. Пропустив десять игр из-за растяжения связок голеностопа, полученного в матче с «Шарлотт» 15 января, Мюррей вернулся и провел один из лучших отрезков в своей карьере, набирая в среднем 31,3 очка за игру в течение четырех игр, включая 36 очков при 14 из 17 бросков и шести трехочковых в матче с «Санз» 8 февраля. 4 марта Мюррей сделал еще один решающий бросок за 4,5 секунды до конца основного времени в победе над «Хорнетс» со счетом 114:112.
7 сентября 2024 года «Денвер Наггетс» и Мюррей договорились о новом четырехлетнем контракте на 208 млн долларов. 14 января 2025 года Мюррей набрал рекордные в карьере 45 очков (32 очка в первой половине) в победе над «Даллас Маверикс» со счетом 118:99. 12 февраля Мюррей обновил свой рекорд, набрав 55 очков в победе над «Портленд Трэйл Блэйзерс» со счетом 132:121. 55 очков Мюррея также стали рекордом по набранным очкам в игре НБА для канадского игрока, побив предыдущий рекорд Шея Гилджеса-Александера - 54 очка.
29 апреля 2025 года в пятом матче плей-офф против «Лос-Анджелес Клипперс» Мюррей набрал 43 очка, 5 подборов, 7 передач и 3 перехвата в победе со счетом 131:115.

## В национальной сборной
Джамал Мюррей представлял Канаду на проходившем в Уругвае юношеском чемпионате Америки по баскетболу 2013, где в среднем зарабатывал по 17 очков и совершал 6 подборов и 2,4 перехватов за игру, приведя команду к бронзовым медалям. В 2015 году принимал участие в XVII Панамериканских играх также в составе сборной Канады. Его средние показатели за игру составляли 16 очков, 3,2 подборов и 2,4 передач. На этих соревнованиях завоевал серебряную медаль.

## Статистика

### Статистика в НБА
| Сезон                                                                                    | Команда | Регулярный сезон | Регулярный сезон | Регулярный сезон | Регулярный сезон | Регулярный сезон | Регулярный сезон | Регулярный сезон | Регулярный сезон | Регулярный сезон | Регулярный сезон | Регулярный сезон | Серия плей-офф | Серия плей-офф | Серия плей-офф | Серия плей-офф | Серия плей-офф | Серия плей-офф | Серия плей-офф | Серия плей-офф | Серия плей-офф | Серия плей-офф | Серия плей-офф |
| Сезон                                                                                    | Команда | GP               | GS               | MPG              | FG%              | 3P%              | FT%              | RPG              | APG              | SPG              | BPG              | PPG              | GP             | GS             | MPG            | FG%            | 3P%            | FT%            | RPG            | APG            | SPG            | BPG            | PPG            |
| ---------------------------------------------------------------------------------------- | ------- | ---------------- | ---------------- | ---------------- | ---------------- | ---------------- | ---------------- | ---------------- | ---------------- | ---------------- | ---------------- | ---------------- | -------------- | -------------- | -------------- | -------------- | -------------- | -------------- | -------------- | -------------- | -------------- | -------------- | -------------- |
| 2016/17                                                                                  | Денвер  | 82               | 9                | 21,5             | 40,4             | 33,4             | 88,3             | 2,6              | 2,1              | 0,6              | 0,3              | 9,9              | Не участвовал  | Не участвовал  | Не участвовал  | Не участвовал  | Не участвовал  | Не участвовал  | Не участвовал  | Не участвовал  | Не участвовал  | Не участвовал  | Не участвовал  |
| 2017/18                                                                                  | Денвер  | 81               | 80               | 31,7             | 45,1             | 37,8             | 90,5             | 3,7              | 3,4              | 1,0              | 0,3              | 16,7             | Не участвовал  | Не участвовал  | Не участвовал  | Не участвовал  | Не участвовал  | Не участвовал  | Не участвовал  | Не участвовал  | Не участвовал  | Не участвовал  | Не участвовал  |
| 2018/19                                                                                  | Денвер  | 75               | 74               | 32,6             | 43,7             | 36,7             | 84,8             | 4,2              | 4,8              | 0,9              | 0,4              | 18,2             | 14             | 14             | 36,3           | 42,5           | 33,7           | 90,3           | 4,4            | 4,7            | 1,0            | 0,1            | 21,3           |
| 2019/20                                                                                  | Денвер  | 59               | 59               | 32,3             | 45,6             | 34,6             | 88,1             | 4,0              | 4,8              | 1,1              | 0,3              | 18,5             | 19             | 19             | 39,6           | 50,5           | 45,3           | 89,7           | 4,8            | 6,6            | 0,9            | 0,3            | 26,5           |
| 2020/21                                                                                  | Денвер  | 48               | 48               | 35,5             | 47,7             | 40,8             | 86,9             | 4,0              | 4,8              | 1,3              | 0,3              | 21,2             | Не участвовал  | Не участвовал  | Не участвовал  | Не участвовал  | Не участвовал  | Не участвовал  | Не участвовал  | Не участвовал  | Не участвовал  | Не участвовал  | Не участвовал  |
| 2022/23                                                                                  | Денвер  | 65               | 65               | 32,8             | 45,4             | 39,8             | 83,3             | 4,0              | 6,2              | 1,0              | 0,2              | 20,0             | 20             | 20             | 39,9           | 47,3           | 39,6           | 92,6           | 5,7            | 7,1            | 1,5            | 0,3            | 26,1           |
| 2023/24                                                                                  | Денвер  | 59               | 59               | 31,5             | 48,1             | 42,5             | 85,3             | 4,1              | 6,5              | 1,0              | 0,7              | 21,2             | 12             | 12             | 38,5           | 40,2           | 31,5           | 92,3           | 4,3            | 5,6            | 0,8            | 0,5            | 20,6           |
|                                                                                          | Всего   | 469              | 394              | 30,7             | 45,2             | 38,0             | 86,7             | 3,7              | 4,5              | 1,0              | 0,3              | 17,5             | 65             | 65             | 38,8           | 45,9           | 38,9           | 91,1           | 4,9            | 6,2            | 1,1            | 0,3            | 24,2           |
| Наведите курсор мыши на аббревиатуры в заголовке таблицы, чтобы прочесть их расшифровку. |         |                  |                  |                  |                  |                  |                  |                  |                  |                  |                  |                  |                |                |                |                |                |                |                |                |                |                |                |

### Статистика в NCAA
| Сезон | Команда  | Conf  | Class | GP | GS | MPG  | FG%  | 3P%  | FT%  | RPG | APG | SPG | BPG | PPG  |
| --- | -------- | ----- | ----- | -- | -- | ---- | ---- | ---- | ---- | --- | --- | --- | --- | ---- |
| 2015/16 | Кентукки | SEC   | FR    | 36 | 36 | 35,2 | 45,4 | 40,8 | 78,3 | 5,2 | 2,2 | 1,0 | 0,3 | 20,0 |
| Всего | Всего    | Всего | Всего | 36 | 36 | 35,2 | 45,4 | 40,8 | 78,3 | 5,2 | 2,2 | 1,0 | 0,3 | 20,0 |
| Наведите курсор мыши на аббревиатуры в заголовке таблицы, чтобы прочесть их расшифровку Статистика приведена с сайта sports-reference.com |          |       |       |    |    |      |      |      |      |     |     |     |     |      |